# Patrik Wålemark
Jens Patrik Wålemark (Göteborg, 14 oktober 2001) is een Zweeds voetballer die doorgaans speelt als vleugelspeler. In januari 2025 verruilde hij Feyenoord voor Lech Poznań.

## Clubcarrière
Wålemark speelde in de jeugd van Bankeryds SK en daarna bij Qviding FIF. Hij werd benaderd door diverse topclubs, maar besloot bij Qviding te blijven spelen. Hier maakte hij ook zijn debuut als seniorenspeler. Qviding zag hem begin 2018 vertrekken naar BK Häcken. Hier maakte hij zijn professionele debuut op 2 juli 2020, in een uitwedstrijd bij Örebro SK. De wedstrijd eindigde in 0–0 en van coach Andreas Alm moest Wålemark op de reservebank beginnen en hij mocht acht minuten voor het einde van de wedstrijd invallen voor Leo Bengtsson. Zijn eerste doelpunt volgde op twee weken later, op 16 juli. In de eigen Bravida Arena opende hij twee minuten voor rust de score tegen IF Elfsborg. Door doelpunten van Gustav Berggren, Alexander Søderlund, Daleho Irandust (tweemaal) en Ahmed Yasin werd uiteindelijk met 6–0 gewonnen. In december 2020 zette Wålemark zijn handtekening onder een nieuw contract bij Häcken, tot eind 2024.
In januari 2022 maakte Wålemark de overstap naar Feyenoord, waar hij zijn handtekening zette onder een verbintenis voor de duur van vierenhalf jaar. Op 10 april van dat jaar maakte de Zweed zijn eerste doelpunt voor Feyenoord, op bezoek bij Heracles Almelo. Die club was via Sinan Bakış nog op voorsprong gekomen, maar door treffers van Orkun Kökçü, Reiss Nelson en Guus Til stond het 1–3, waarna Wålemark nog scoorde op aangeven van Jens Toornstra. In het seizoen 2022/23 werd Feyenoord kampioen. Wålemark speelde vijftien competitiewedstrijden mee, waarvan elf als invaller, en hij kwam tot twee doelpunten.
In augustus 2023 nam sc Heerenveen de vleugelspeler op huurbasis over. Hij debuteerde op 23 september voor die club, toen thuis met 0–3 verloren werd van Excelsior. Hij kwam in de tweeënzestigste minuut in het veld voor Che Nunnely. Op 7 oktober maakte hij zijn eerste doelpunt namens Heerenveen, in de thuiswedstrijd tegen N.E.C. (1–1). Feyenoord verhuurde hem in augustus 2024 voor de tweede keer; nu ging Wålemark tijdelijk voor Lech Poznań spelen. Op 29 september 2024, maakte Wålemark een hattrick in een uit wedstrijd tegen Korona Kielce. In de winterstop van het seizoen 2024/25 nam Lech Poznań hem definitief over; voor circa 1,8 miljoen euro tekende hij een contract tot medio 2029 in Polen.

## Clubstatistieken
| Seizoen | Club            | Competitie  | Competitie | Competitie | Beker | Beker | Internationaal | Internationaal | Totaal | Totaal |
| Seizoen | Club            | Competitie  | Wed.       | Dlp.       | Wed.  | Dlp.  | Wed.           | Dlp.           | Wed.   | Dlp.   |
| ------- | --------------- | ----------- | ---------- | ---------- | ----- | ----- | -------------- | -------------- | ------ | ------ |
| 2020    | BK Häcken       | Allsvenskan | 21         | 3          | 0     | 0     | —              | —              | 21     | 3      |
| 2021    | BK Häcken       | Allsvenskan | 29         | 9          | 2     | 0     | 2              | 0              | 33     | 9      |
| 2021/22 | Feyenoord       | Eredivisie  | 12         | 1          | 0     | 0     | 3              | 0              | 15     | 1      |
| 2022/23 | Feyenoord       | Eredivisie  | 15         | 2          | 0     | 0     | 6              | 0              | 21     | 2      |
| 2023/24 | → sc Heerenveen | Eredivisie  | 19         | 3          | 1     | 0     | —              | —              | 20     | 3      |
| 2024/25 | → Lech Poznań   | Ekstraklasa | 11         | 4          | 1     | 0     | —              | —              | 12     | 4      |
| 2024/25 | Lech Poznań     | Ekstraklasa | 0          | 0          | 0     | 0     | —              | —              | 0      | 0      |
| Totaal  | Totaal          | Totaal      | 107        | 22         | 4     | 0     | 11             | 0              | 122    | 22     |

Bijgewerkt op 2 februari 2025.

## Erelijst
| Eredivisie           | 1 | 2022/23 |
| Johan Cruijff Schaal | 1 | 2024    |